# Pala Alta
El Pala Alta és una muntanya de 950 metres que es troba entre els municipis de Camarasa i de Les Avellanes i Santa Linya, a la comarca catalana de la Noguera. És el cim més alt de la Serra de Mont-roig.

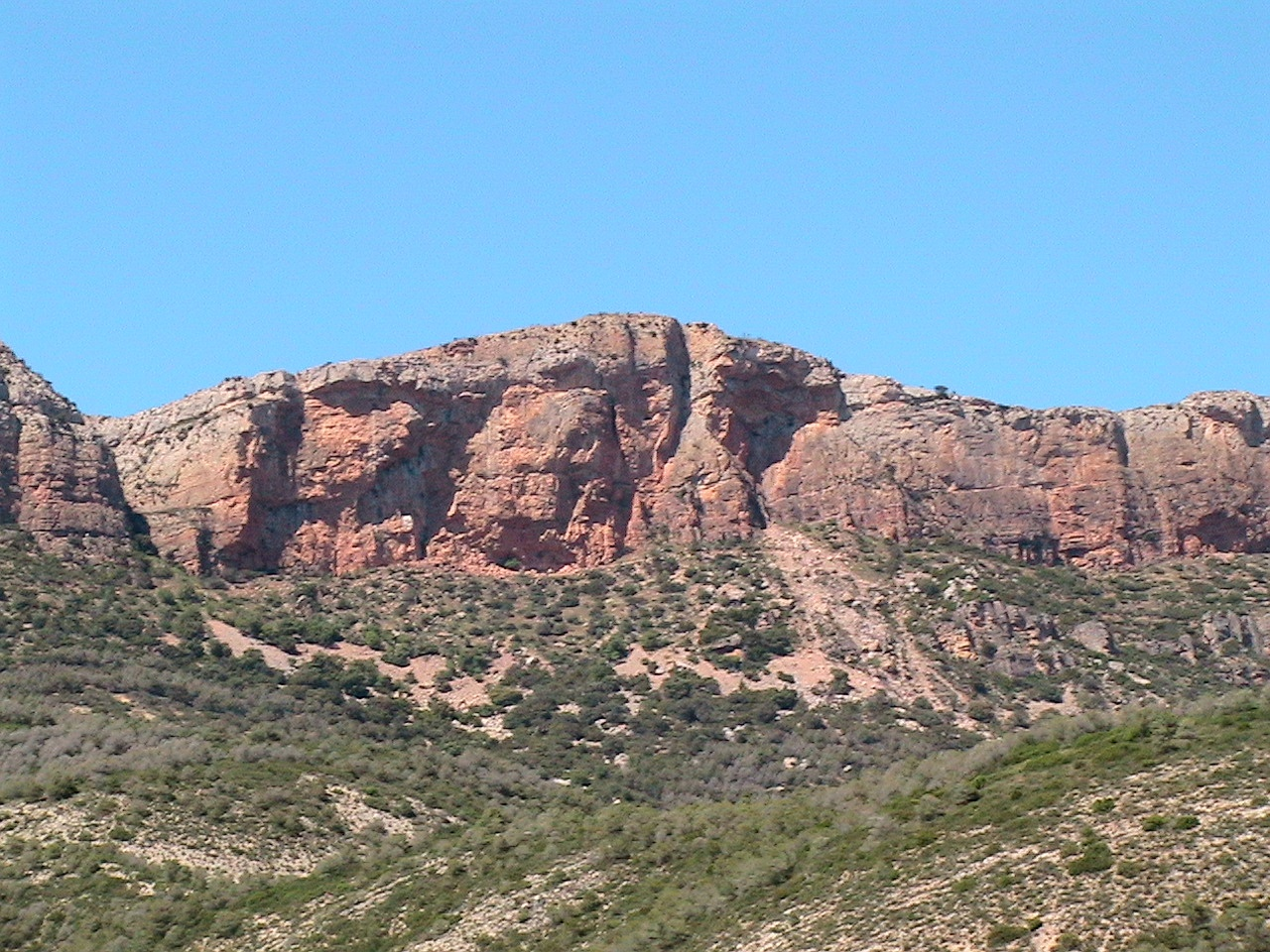
Vista frontal de la paret de la Pala Alta des de Clot de Roure

Al cim s'hi troba un vèrtex geodèsic (referència 257101001).
Aquest cim està inclòs al llistat dels 100 cims de la FEEC.